# Hornblower i Västindien
Hornblower i Västindien (Hornblower in the West Indies, 1958) är C.S. Foresters nionde roman om sjöofficeren Horatio Hornblower.

## Handling
Hornblower har äntligen fått hissa befälsflagg som konteramiral över Englands flotta i Västindien. Kriget mot Napoleon är slut sedan fem år och flottan är relativt sysslolös. Hornblower får ny erfarenhet nu när han slåss mot pirater istället för Napoleon. Han befriar slavar och hejdar ett försök att befria Napoleon som sitter fånge på St Helena. Under de olika epoisoderna ställs han inför moraliska problem av en helt oväntad karaktär.
Hornblowers flotta består inte av linjeskepp som under krigstid utan av mindre fartyg som briggar, fregatter och korvetter. Trots det utför Hornblower stordåd i Västindien. Efter att ha halat ner sitt befälstecken skall han resa hem till England med ett postfartyg. Fartyget möter en orkan som förgör allt i sin väg. Endast Hornblowers goda omdöme och sjömanskaper räddar fartyget och dess besättning från undergång.